# 発電所

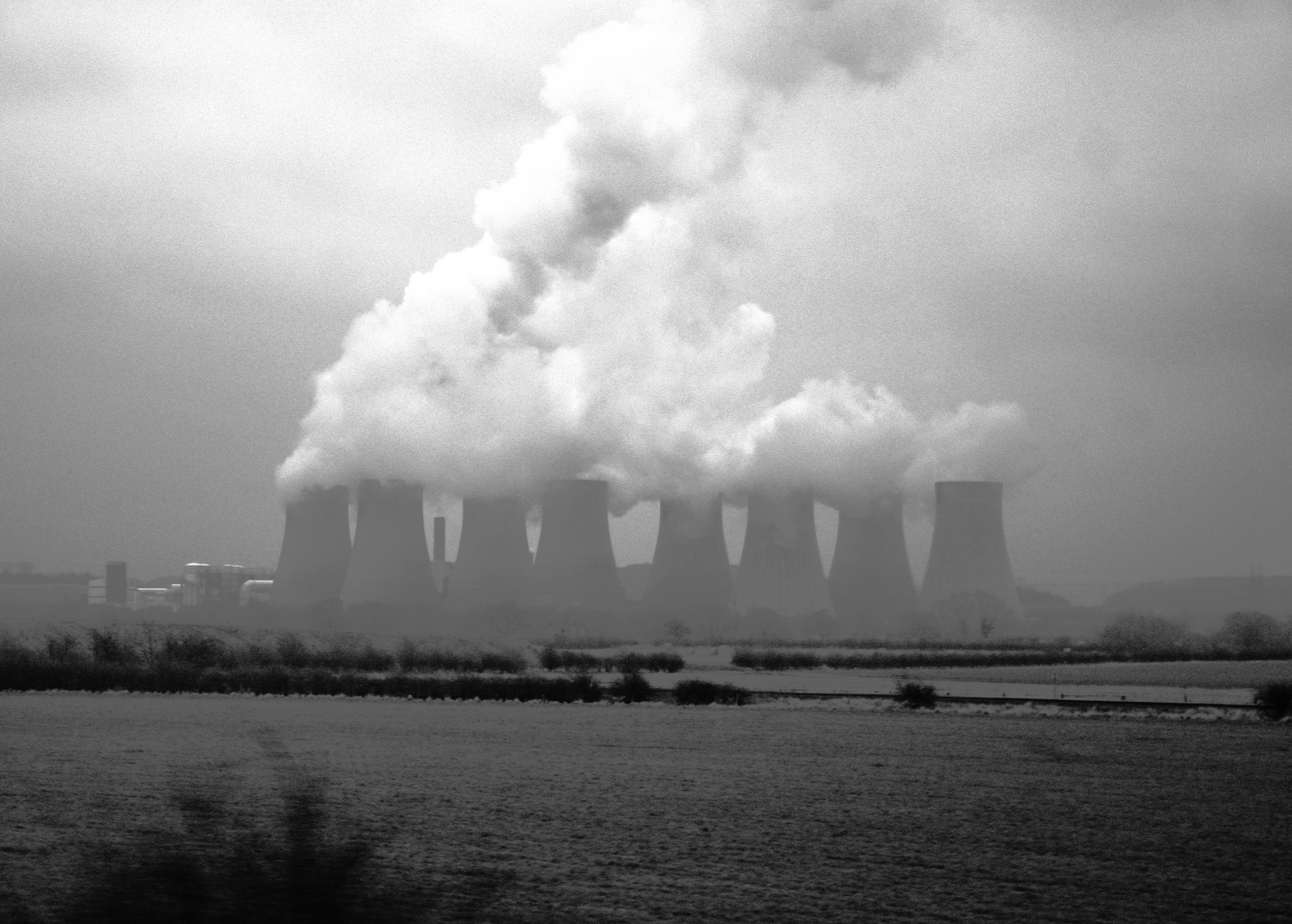
英国のダービーシャーにあるRatcliffe Power Plant（2006年3月）

発電所（はつでんしょ）は発電設備を備え、発電を主目的に行う施設である。
発電所は、電力を作るための発電装置とこれに関連する設備、および電気を消費側に送出する送電設備、そして運用・管理を行う人的組織から構成される。
電力会社のような企業体が公共の電力供給用の発電を行う施設を指す場合が多いが、一部には製鉄所やショッピングセンターのような自家消費を主目的とする私的な発電施設も発電所である。風力発電塔も発電所であるが、一般には「風力発電の風車」と呼ばれることが多く、発電所とは呼ばれない傾向がある。

## 考慮点

### 立地
発電方法によって必要な環境が様々あるため、立地場所も多様になる。水力発電だけでなく、火力発電や原子力発電でも大量の冷却水を必要とすることから、河川や海の近くに設けられることが多い。水の位置エネルギーを使う場合は高低差が必要なので山岳周辺が選ばれやすい。河川だと流量や水質が変化するため、大量の水を安定して供給するには海浜地域が選ばれやすい。
さらには、洋上や水中での建設も研究されている。
送電にかかる損失を低減するため、電力消費地に近く電力系統にも容易に組み込めることが求められる。
発電所からは排気、排水、騒音が多量・持続的に放出され、原子力発電では放射能対策も必要となり、居住者や自然の生態系の保護といった周辺環境に対する配慮も欠かせない。極端な奥地では建設資材や設備装置の搬入路も考慮される。
宇宙空間で発電し、マイクロ波等を用いて地上へ送電する宇宙太陽光発電システムも構想されている。

### 冗長性
停電など電力供給のトラブルを避けるための信頼性設計として、発電所内の設備は複数を備えて冗長性を持たせ、さらには送電網全体の信頼性を向上させるために、複数の発電所からの電力を並列に電力網に接続し、需要に対して余裕を持って電力が供給される。発電所や送電網の一部に不具合が発生しても供給電圧に影響が出ないよう、予備発電能力と送電線の許容容量を見極めた危機管理体制が採られている。

## エネルギー源
大規模な発電に使用されているエネルギー源には以下のようなものがある。
1. 石油・石炭・天然ガスなどの化石燃料のエネルギー
2. ウランを源とする放射性物質の核エネルギー
3. 河川や湖沼などの降水を源とする水の位置エネルギー
4. 太陽光・風力・潮力・地熱・バイオマス、その他のエネルギー

3と4は合わせて「再生可能エネルギー」と呼ばれる。「自然エネルギー」という用語は、核分裂反応や燃焼などの化学反応を伴わず、そのまま利用できるものだけを示す場合と、自然界に存在するエネルギーという意味で1から4までのすべてを含む場合がある。1は20世紀末から現在も、近い未来に枯渇することが世界的な問題となっており、4に属する新たな自然エネルギーや2の核分裂エネルギーの安全な利用が21世紀初頭の現在求められており、長期的には4に近い核融合エネルギー技術の開発も模索されている。1の化石燃料によるガスタービン発電を除けば、1と2による発電の多くがボイラーで高温高圧の蒸気を作ってタービンを回す、「汽力発電」である。ガスタービン発電やディーゼル発電は内燃機関であり、「内燃力発電」と呼ばれる。汽力発電の内でも1の化石燃料を燃やすものと、やはり化石燃料を燃やす全ての内燃力発電は、合わせて「火力発電」と呼ばれる。2のウランやウランから生まれるプルトニウムの核分裂時に生じる核エネルギーを使うものは、原子力発電と呼ばれ、化石燃料を燃やすものとは別の汽力発電である。1から4まで含めてほとんどが、放射性物質の核分裂エネルギーまたは太陽の核融合エネルギー由来であり、核エネルギーと無縁なのは天体の公転・自転エネルギーが由来の潮力発電くらいしかない。現在、放射能が問題になるのは原子力発電のみだが、将来的には、たとえ再生可能エネルギーであっても宇宙空間での太陽光発電などでは放射線が問題になる。
4の分類には幾分雑多なものが含まれており、これらはほとんどが太陽と地球との関係の上で生じているエネルギーである。いずれも存在総量は大きいがエネルギー密度が低いため、集めるのに工夫が求められる。4の中でも実用化が進んでいる太陽光発電と風力発電はそれぞれソーラーパネル（太陽電池）と風車という形で、一般にも目にする機会があるが、海洋エネルギーを発電に利用する海流（潮流）発電、潮力（潮汐）発電、波力発電、海洋温度差発電は、波力を航路標識ブイの電力用の発電に利用する程度でまだまだ実験の域を出ないでいる。地熱発電も、日本ではそれほど大規模化が行なえずにいるが、アイスランドでは総電力発電量の15%を地熱発電から得ている。
4に含まれるものとして、動植物から得られる燃料で発電を行うバイオマス（バイオ燃料）発電が20世紀末から研究開発が進められているが、自動車用燃料が一部実用化されてはいるだけで、発電所での本格的な利用は未定である。バイオマス・エネルギーの利用は、地球温暖化防止やカーボンニュートラルに対応するためにも、今後の研究の進展が望まれている。
1から4のすべてが、「一次エネルギー」と呼ばれ、ガソリンや都市ガス、蒸気のように一次エネルギーを使いやすく加工・変化させたものが「二次エネルギー」と呼ばれるものである。
1から4の一次エネルギーの内でも、3と4の再生可能エネルギーは、別名、「循環エネルギー」とも呼ばれ、化石燃料のように1度使用すれば2度と使えない一次エネルギーは「非循環エネルギー」と呼ばれる。

### 運転の自由度
通常の火力発電であれば、燃料投入量がそのまま熱量となり、発電量となる。電力利用のピークに合わせて発電量をある程度調整することができる。
しかし太陽光発電では曇りや雨の間は発電量が低下し、風力発電でも発電量は文字通り風次第であるため、安定的な発電や望む時だけ動かす自由は期待できない。
原子力発電では、発電量の変更が火力ほど容易ではない。そのため、夜間に余剰となる電力で水をダムの上位に汲み上げておき、昼間に落差による水力発電を行う揚水発電が関連して行われるケースがある。

## 歴史

### 日本

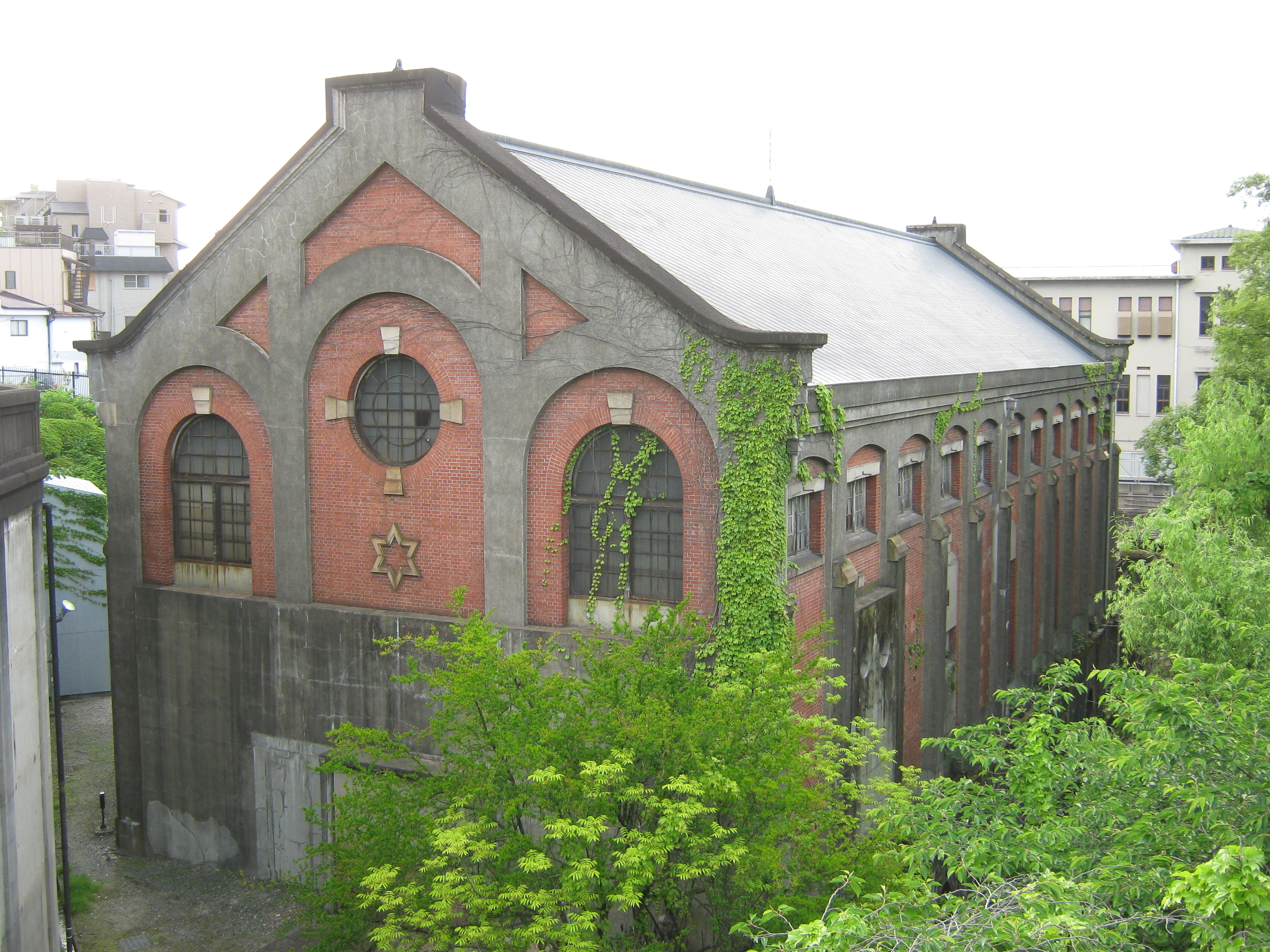
蹴上発電所、京都市左京区

1891年（明治24年）に京都市で一般供給用としては日本最初の蹴上発電所が送電を開始した。この蹴上（けあげ）発電所は琵琶湖疏水による水力発電によって、80 kWの直流発電機と1,300灯分の交流発電機より構成されていた。1907年（明治40年）には東京電燈会社が山梨県桂川に駒橋発電所を建設し、15,000 kW (= 15 MW)の発電電力を55 kVで東京に送電した。1914年には、猪苗代水力電気会社が猪苗代第一発電所を建設し、37,500 kW (= 37.5 MW)の発電電力を115 kVで東京に送電した。
その後、1961年ごろまでは、単機で30 - 40万 kW (= 300 - 400 MW)の発電能力を持つ水力発電所が日本の発電の主力を担っていたが、1962年を境に、高度経済成長による旺盛な電力需要に対応するだけの水力発電所の建設適地が限られ、また、建設期間も水力発電所は長期化するために、単機での発電能力が60 - 100万 kw (ギガワット <GW>クラス)の火力発電所が電力消費地である都市周辺に多数が建設されるようになった。
1970年代以降の原子力発電所の本格的な登場によって、従来型の水力発電所ではなく、原子力発電所が生み出す夜間余剰電力を有効利用するための単機能力30万 kW (= 300 MW)級の揚水発電所が日本各地に建設されるようになった。
1995年には電気事業法が改正され、これによって段階的に大口電力需要家向けの電気の供給販売が自由化された。21世紀に入ってからは、風力発電のような再生可能エネルギーに基づく新しい形式の発電電力は、電力会社によって買い取られる制度が限定的ながら導入されている。

## 運用体制の変遷
1950年代以前は、機械式の制御システムが多く使われていたため運用・保守が非常に煩雑で多くの人手がかかっていた。
1960年代より、電気式の制御システムに置き換えがすすみ保守の省力化が行われた。日本では、この頃から小規模な水力発電の集中制御化・無人化が進んだ。
1990年代より、デジタル制御の進歩により遠隔監視・操作や自動運転されるものが増えている。水力発電に加えて内燃力発電の小規模なものは自動運転による無人化・巡回保守化、中規模の火力発電でも通常運転は自動化され勤務体制が4直3交代制から日勤と仮眠待機の宿直に変更されるようになった。

## 構成

### 設備
- 発電設備
- 変電・送電設備：昇圧変圧器と遮断器、及び電線などで構成される。
- 通信設備：運転操作・遠隔監視といった関係各所との通信を行う。
- 非常用電源
  - 非常用発電機: 外部電源・主発電機の双方が停止した場合に使用する。
  - 非常用電池
- 保安装置類
- 環境対策装置類

発電機の電力は送電網に送出するまでに位相を同期させておく必要がある。送電網に接続された後も常時、発電所が送り出す電圧は常に系統電圧に合わせる必要がある。同期発電機の励磁電流を調整することでその役割を担うのが「自動電圧調整装置」(Automatic voltage regulator, AVR)である。
発電設備の始動に外部電源を必要とするものも多く、所内に予備電源を持ち、また他の発電所からの供給を受けられるように電力網が双方向に連結されたりしている。

### 運転要員
施設により、通常時は自動制御のみで無人運転されるものもある。例えば、離島や僻地などで利用されるような小さなものでは、発電機と送電設備のみで、運用者は整備の技能を持つ者が適時保守管理している施設もある。

## 発電方法
- 火力発電（石油・LNG・石炭・混燃）
  - 廃棄物発電
    - バイオマス発電

- 原子力発電
- 水力発電
  - 揚水発電
- 風力発電
- 地熱発電
- 太陽光発電
- 太陽熱発電
- 波力発電
- 潮力発電
- 海洋温度差発電
- 炉頂圧発電
- 冷熱発電
- 水素発電
- 内燃力発電

## 補足
未来の話としては、宇宙で発電してマイクロ波やレーザー光線で送電しようという案（→マイクロ波送電など）も研究されており、この場合は無線で電力を送出する（→宇宙太陽光発電）。
8月6日は太陽熱発電の日である。サンシャイン計画を参照。